# Ń
Ń, ń (N с акутом) — 19-я буква польского и белорусского латинского алфавитов. Также используется в кашубском и нижнелужицком языках. Обозначает звук [ɲ] (аналогично чешской букве Ň). Не встречается в начале слова и перед гласными (в последнем случае для обозначения мягкости применяют не штрих, а букву i: звукосочетания, аналогичные русским не, нё, ни, ню, ня, по-польски запишутся как nie, nio, ni, niu, nia, а носовые неᵸ, нёᵸ — как nię, nią).
Также использовалась в одной из версий казахского латинского алфавита, где являлась 17-й буквой, обозначала звук [ŋ], в кириллице ей соответствовала буква Ң. В 2021 году казахская латиница была обновлена, и букву Ń заменила буква Ñ.